# 藤江監物
藤江 監物（ふじえ けんもつ、貞享4年（1687年） - 享保16年8月27日（1731年9月27日）は江戸時代中期の日向延岡藩家老。名は満遭（みつゆき）。字は主水（もんど）と称した。
父は牧野成央に仕えた延岡藩家老・藤江竹右衛門（たけうえもん）、母は丹（たん）。妻は縫（佐沢覚左衛門二女）、長男に与一郎（後に図書）、次男に竹之進（後に多治見）、三男に礼二郎（後に川崎右膳）がいる。

## 経歴
- 1712年（正徳2年） 藩主牧野成央の国替えに従い父・竹右衛門とともに延岡城移封
- 1715年（正徳5年） 父・竹右衛門病没に伴い延岡藩家老に就任、江戸在勤
- 1717年（享保2年）  6月 藩主牧野成央の延岡城入城
- 1719年（享保4年） 藩主牧野成央死去。祖父の次男幸之助（のちの牧野貞通）が藩主に就任
- 1720年（享保5年） 三男礼二郎、川崎祐興斉の養子となる。のちに元服して川崎右膳と改める
- 1722年（享保7年） 長男与一郎元服、名を図書と改める。領内出北村庄屋らによる用水建設を願い出る訴状がたびたび出され、郡代奉行を経て延岡藩庁に提出される
- 1724年（享保9年） 郡奉行江尻喜多右衛門に命じて、3月に岩熊井堰築造と出北用水路開削工事着工。8月、暴風雨による河川の氾濫により築堤が決壊・流失し、用水路の埋没被害が出る
- 1725年（享保10年）2月 井堰築造、用水路開削工事再開するもその後もたびたび河川の氾濫による流失と損失を繰り返す
- 1726年（享保11年）10月 藩主牧野貞通が延岡城入城。11月、貞通が岩熊井堰用水路普請現場を検分
- 1731年（享保16年） 筆頭家老牧野斉宮らにより藩の軍用金流用の疑義があるとの讒言により、長男図書・次男多治見・三男川崎右膳とともに入獄される。40日目に長男図書が獄中で病死（享年24）。それから絶食し、更に27日目の8月27日に獄死（享年45）。
- 1734年（享保19年） 江尻喜多右衛門らによって継続された岩熊井堰および出北用水路竣工
- 1924年（大正13年） 贈従五位[2]

## 墓所史跡

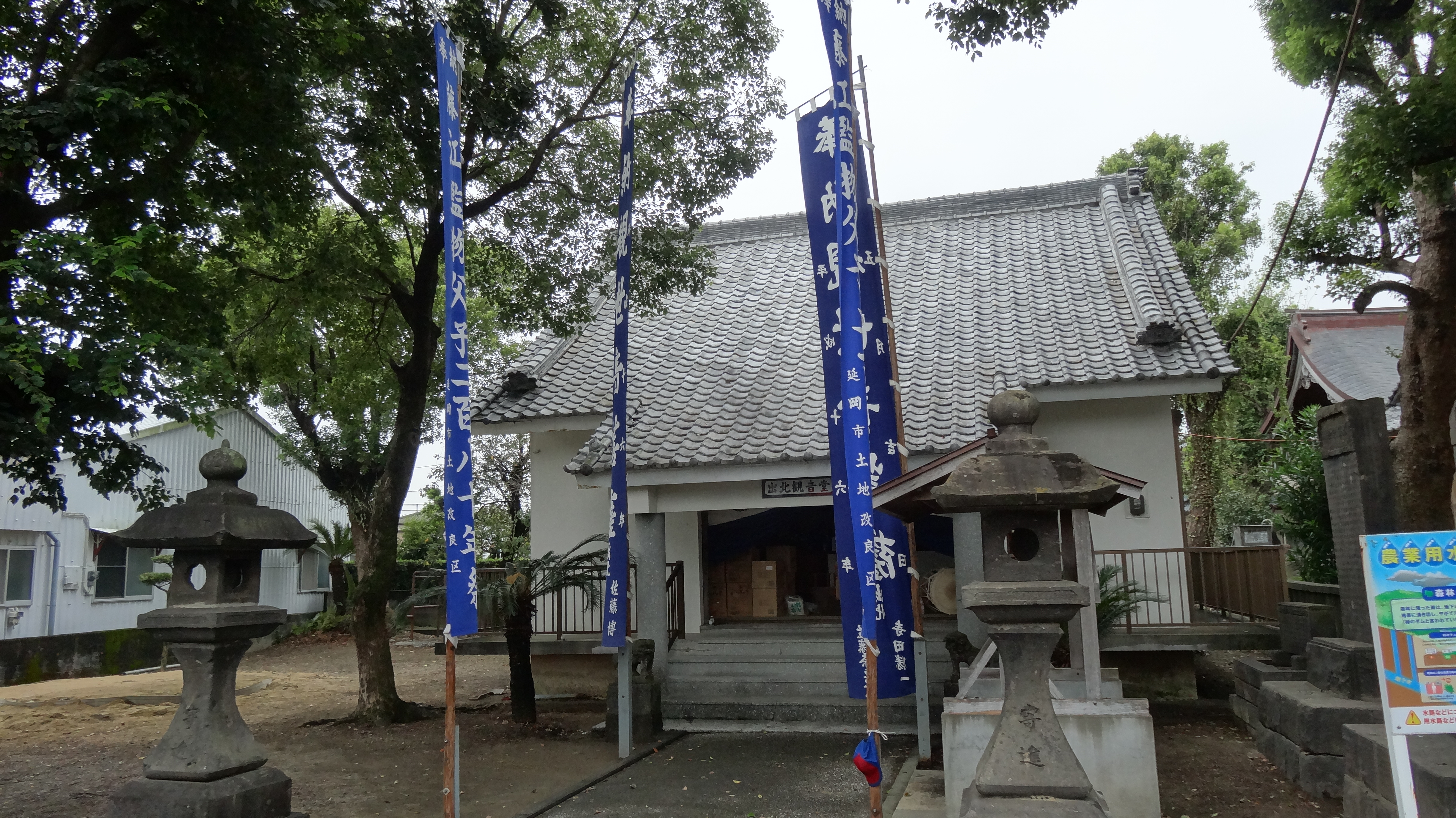
出北観音堂（宮崎県延岡市出北町）

- 雲峰山昌竜寺 - 宮崎県西臼杵郡日之影町舟ノ尾
- 藤江監物父子墓所 - 宮崎県西臼杵郡日之影町七折
- 藤江監物牢跡 - 宮崎県西臼杵郡日之影町七折
- 藤江監物墓所 - 宮崎県東臼杵郡美郷町西郷区田代
- 藤江監物墓所 常楽寺 - 宮崎県延岡市野地町4-3840
- 藤江監物墓所 慧日山本東寺 - 宮崎県延岡市松山町
- 出北観音堂 - 宮崎県延岡市出北3-31-20

舟の尾地区では毎年旧暦8月28日を祭日とし、また延岡出北地区では旧暦8月17日に墓参を行うという。なお岩熊井堰取水口には岩熊井堰水神社があり、監物、喜多右衛門を記念する碑などがある
- 岩熊井堰 - 宮崎県延岡市下三輪町

当所、木材を用いて大きな枠をくみたて、その内部に石材を詰めた、いわゆる枠堰と呼ばれるもので、幅21.6メートル、全長216メートルの規模であった。それが、今日見るようなコンクリート構造の恒久的設備の堰に改修されたのは昭和8年（1933年）である。改修後成った後の岩熊井堰水系は、米作最盛期において、数千百ヘクタールの田地をうるおすにいたる。築造当時のおよそ131ヘクタールにくらべれば、格段の広がりをみせているが、これは築造後、漸次設けられた、出北用水路を幹線とする五ヶ瀬川右岸の各支線および左岸幹線の吉野用水路と、その支線水路の開通によるものである。

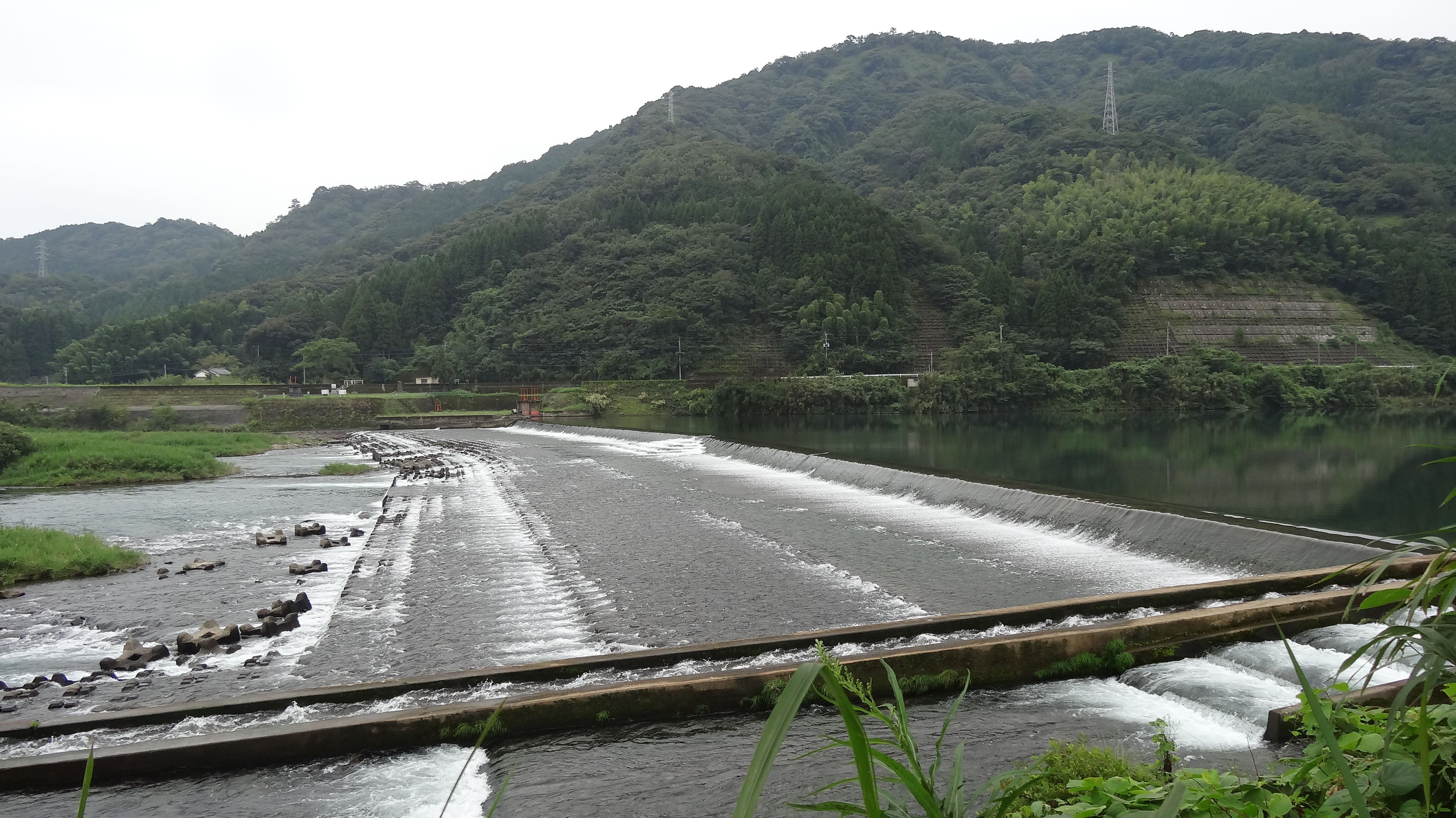
岩熊井堰（宮崎県延岡市下三輪町）

## エピソード
- 1717年（享保2年）10月、虫害凶作による年貢減免を願い出た農民の訴えを裁許し、これを救済する。12月、幕府公儀巡検使の接待役に任じられ、このとき郡奉行江尻喜多右衛門と同席する[4]
- 1725年（享保10年） 高千穂の上野と田原の二ヶ村で農民が肥後藩領内に逃散する事件があり、これを直接出向いて説得に乗り出した結果鎮撫し、全員無事帰村させた。当時百姓に極めて厳しかった当時の幕藩体制において、農民の窮乏に目線を向けて温情厚い処分を施してきたことから、藩領内では農民からの信望が厚かったと思われる。[5]
- 1729年（享保14年） 延岡藩は江戸城西丸大手御門警護役を仰せられ任にあたっていた。ある夜、江戸城に出勤してきた幕府旗本大番頭格の長瀬紋太夫の家来が警護役の延岡藩士が門限を理由にこれを通さなかったため、藩主牧野家と幕閣旗本長瀬家との間で一悶着あった。監物が長瀬家を直接訪問の上で謝罪したところ、主は快く受け入れかえって監物に詫びることで決着をみた。参勤交代では藩主牧野貞通の江戸参内に毎回同行するよう求められていることから歴代藩主からの信頼も厚かったと思われる。[6]
- 1734年（享保19年） 岩熊井堰の出北用水路が竣工し、水田灌漑により三百石の増収をみる。[3]
- 監物の死後、牧野斉宮らによる讒言が無実であることが判明し、次男多治見は100石、三男川崎右膳は50石の知行にて遇され、宮崎陣屋に引き立てられた。[1]
- 1924年（大正13年）江尻喜多右衛門とともに従五位に顕彰された。

## リンク
- 藤江監物父子墓所
- 農林水産省宮崎県 延岡の岩熊井堰を拓いた藤江監物